# Маунт-Вернон-сквер (станция метро)
Маунт-Вернон-сквер (англ. Mount Vernon Square) — подземная пересадочная станция Вашингтонгского метро на Жёлтой и Зелёной линиях. Она представлена одной островной платформой. Станция обслуживается Washington Metropolitan Area Transit Authority. Расположена на границе районов Даунтаун и Шоу севернее Маунт-Вернон-сквер на пересечении 7-й улицы и Эм-стрит, Северо-Западный квадрант Вашингтона. Пассажиропоток — 1.599 млн. (на 2011 год).
Станция была открыта 11 мая 1991 года.
Проектное название — Федерал-сити-колледж. Изначально станция называлась Маунт-Вернон-сквер — Ю-Ди-Си, в период 2001-2011 года — Маунт-Вернон-сквер/7-я улица — Конвентион-сентер. Станция названа из-за площади Маунт-Вернон-сквер, расположенной в двух кварталах южнее; Ю-Ди-Си в старом названии это аббревиатура с английского названия Университета округа Колумбия (University of the District of Columbia).
Открытие станции было совмещено с открытием ещё двух станций: Шоу — Ховард-юниверсити и Ю-стрит. Зелёной линией станция обслуживается постоянно.  В часы пик является конечной в северном направлении станцией Жёлтой линии, ведущей на юг к Хантингтону. С 2006 года в не часов пик и в выходные дни Жёлтая линия обслуживает такие станции севернее Маунт-Вернон-сквер: Шоу — Ховард-юниверсити, Ю-стрит, Коламбия-Хайтс, Джорджия-авеню — Пэтворс и Форт-Тоттен. С 18 июня 2012 года в часы пик Жёлтая линия также обслуживает ещё 4 станции севернее Форт-Тоттен (на Зелёной линии): Уэст-Хайатсвилл, Принс-Джорджес плаза, Колледж-парк — Мэрилендский университет, Гринбелт и 2 южнее Кинг-стрит — Олд-Таун (на Синей линии): Ван-Дорн-стрит и Фрэнкония-Спрингфилд.

## Режим работы
Отправление первого поезда в направлении:
- ст. Бранч-авеню — 5:23
- ст. Гринбелт — 5:24
- ст. Хантингтон — 5:21

Отправление последнего поезда в направлении:
- ст. Бранч-авеню — 23:53
- ст. Гринбелт — 0:18
- ст. Хантингтон — 23:55